# Carola Braunbocková
Carola Braunbocková (nepřechýleně Carola Braunbock) (9. ledna 1924 Všeruby – 4. července 1978 Východní Berlín) byla německá herečka.

## Život
Carola Braunbocková se narodila do rodiny českých Němců. Chodila do české základní školy. Poté pokračovala ve studiu na střední škole v Ústí nad Labem, kde maturovala 17. března 1943. Po skončení druhé světové války, dne 1. září 1946 byla rodina vysídlena.  Usadila se v Lipsku, kde mezi lety 1947–1949 vystudovala Hudební a dramatickou školu.
Čtyři měsíce po narození syna, se 31. srpna 1953 provdala za herce Johannese Schmidta. Manžel však zemřel již 2. dubna 1954. Carola Schmidt-Braunbocková se věnovala také malbě. Zachovaly se její četné obrazy a kresby. Zemřela ve věku pětapadesáti let na rakovinu. Byla pohřbena na Francouzském hřbitově v Berlíně-Mitte.

### Tvorba
Od roku 1949 byla v angažmá v divadelních souborech Německého divadla v Berlíně (Deutsches Theater Berlin), Berlínského ansámblu (Berliner Ensemble) a Lidového divadla (Volksbühne). Na její uměleckou kariéru měla vliv spolupráce s Bertoltem Brechtem. Během padesátých let 20. století hrála rolničku v jeho hře „Matka Kuráž a její děti“ a poté kuchařku ve hře „Kavkazský křídový kruh“. Zachovaly se televizní záznamy těchto divadelních představení. Dochoval se i záznam, kde zpívala píseň „Like the Crow“ v Brechtově opeře „Mlynářova dcera“.
Od divadelní sezony 1955–1956 vystupovala například v dramatizaci „Dům Bernardy Alby“ od Federica Garcíi Lorcy (Deutsches Theater), v sezoně 1957–1958 ve „Vzkříšení“ Lva Nikolajeviče Tolstého, v sezoně 1958–1959 v komedii „Kavárnička“ od Carla Goldoniho atd. V roce 1965 vystupovalo Berlínské divadlo v londýnském Národním divadle.
Vedle divadelní tvorby začala účinkovat také ve filmu a televizi. V roce 1951 získala roli Emmi Hesslingové, ve filmu Wolfganga Staudteho „Poddaný“ (podle knihy Heinricha Manna). Mezi lety 1953–1964 účinkovala v sérii krátkých filmů, „zabývajících se“ reálným socialismem. Během svého života hrála téměř v osmdesáti filmech a televizních inscenacích. Většinou byla obsazována do rolí vdov, manželek farmářů nebo matek. Vedle herectví pravidelně účinkovala také v rozhlasových hrách.
Ke konci své kariéry hrála například v inscenaci „Povídky z Vídeňského lesa“ od Ödöna von Horvátha. Jejím posledním filmem byla Svatba ve Weltzowě, kde ztvárnila paní Dickkoppovou. 
V České republice je známa díky filmové pohádce Tři oříšky pro Popelku režiséra Václava Vorlíčka. Hrála zlou macechu Popelky. Dabovala ji Jaroslava Adamová. Václav Vorlíček poté vzpomínal, že si všichni mysleli, že Carola Braunbocková mluví pouze německy. Na konci natáčení se v maskérně rozpovídala česky a tak zjistili, že jim po celou dobu natáčení rozuměla. Nikdo netušil, proč tak jednala.
Ve Všerubech u Plzně si místní připomněli dne 9. ledna 2024 sto let od narození zdejší slavné občanky paní Caroly Braunbockové.